# Düpenau
El Düpenau és un riu d'Alemanya. Neix a uns aiguamolls a la frontera entre Iserbrook i Osdorf a l'estat d'Hamburg i desemboca uns deu quilòmetres més al nord al Mühlenau a la frontera entre Pinneberg i Rellingen a l'estat de Slesvig-Holstein. És un dels rars rius del marge dret de l'Elba que flueix en direcció del nord.

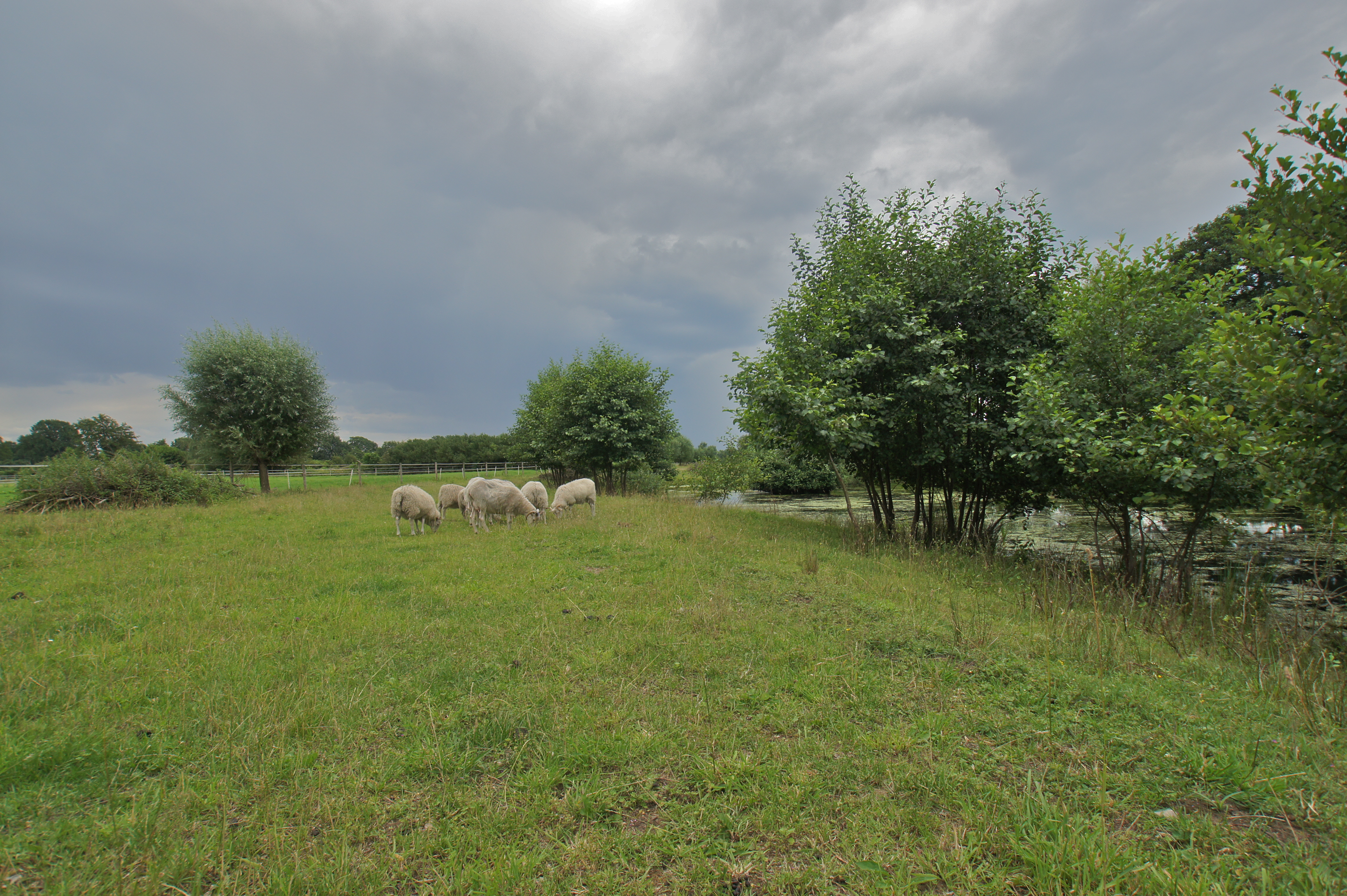
Els prats humits al lloc dit Borndiek on neix el riu

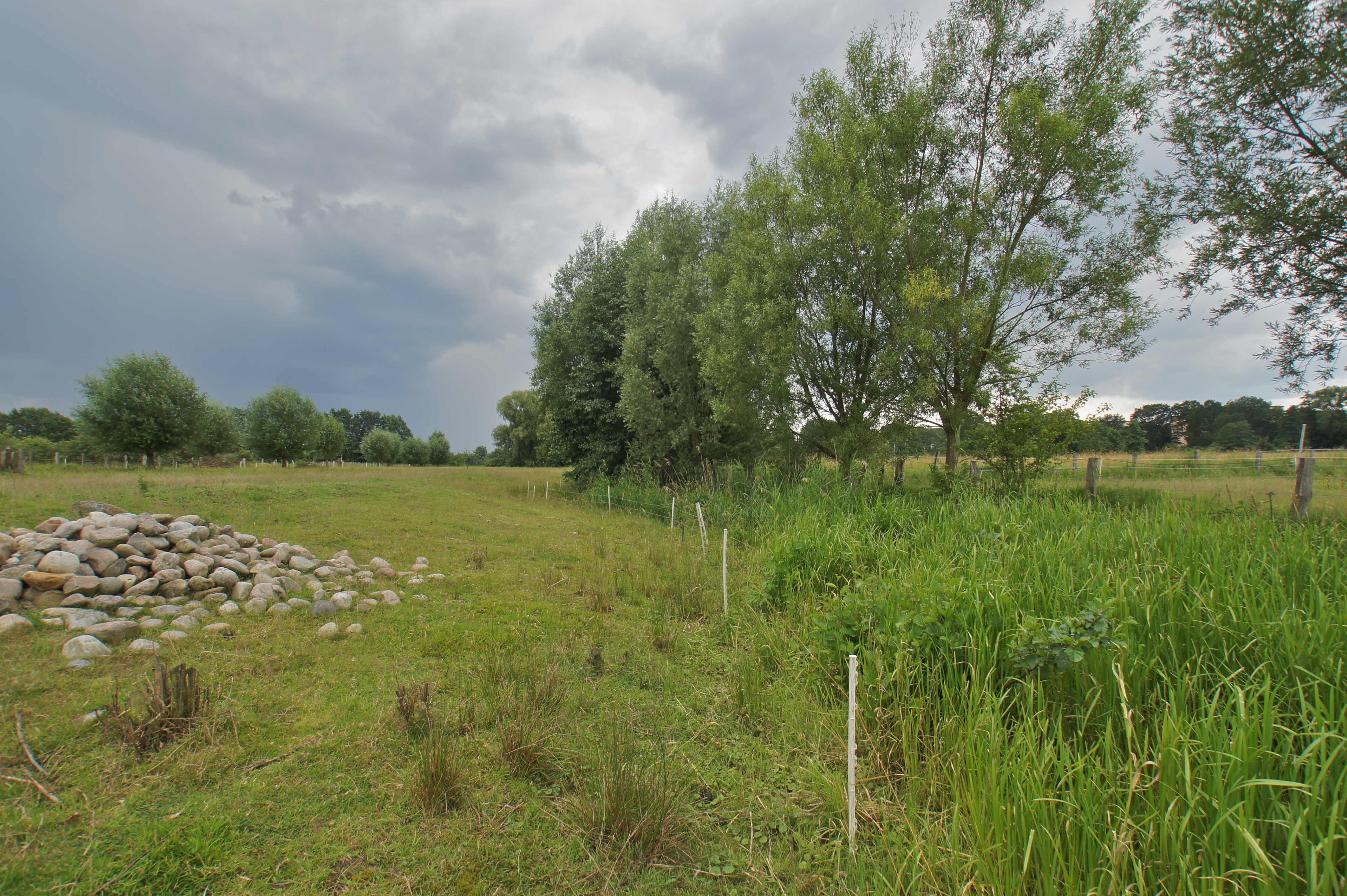
La vall del riu entre Osdorf i Iserbrook

Actualment, l'aigua estagnant del llac Helmut Schack, una conca de retenció per als aigües altes, forma un obstacle per a la fauna que necessita aigua fluent. Al marc de la directiva europea sobre la qualitat de les aigües de superfície, una deviació amb un llit i un cabal d'un riu natural, es construeix a l'entorn de l'estany. Un dic permet desviar només l'excedent d'aigua al cas de pluges forts. Al març 2011 l'obra de renaturalització del curs mitja a Hamburg i Schenefeld va començar. El municipi d'Halstenbek també planeja una renaturalització del llit del riu al seu territori.

## Afluents
(de la font cap a la desembocadura)
- Holtbarggraben
- Luruper Moorgraben
  - Müllergraben
- Grenzgraben
- Bredenmoorsbach
- Ballerbek

El Düpenau també rep una part dels aigües del Wedeler Au, del qual el curs superior parcialment va ser assecat i desviat.

## Flora i fauna
L'associació per a la protecció de la natura NABU que administra els prats molls a prop de la font i el curs superior, va inventariar un diversitat llarga. Des de la renaturalització moltes espècies van tornar, entre altres: Antochares cardamines, Scirpus sylvaticus, Equisetum sylvaticum, Dactylorhiza maculata, Cardamina palustris, Angelica sylvestris, ranunculus acris, Polygonum bistortoides, cucut de rec, blauet, merla d'aigua, Cordulegaster boltoni, cavilat, truita de riu, Cirsium palustre, papallona de les ortigues, granota roja, Valeriana dioica, vern, Calopteryx virgo, petasita, angèlica, Myosotis nemorosa, reina dels prats, calta i Juncus acutiflorus. Els prats al nord del carrer Borndiek formen una reserva especial per amfibis.
A ambdós costats de la frontera estatal, NABU junts amb grups locals, condueix una lluita acarnissada contra Reynoutria japonica, una espècie invasora.

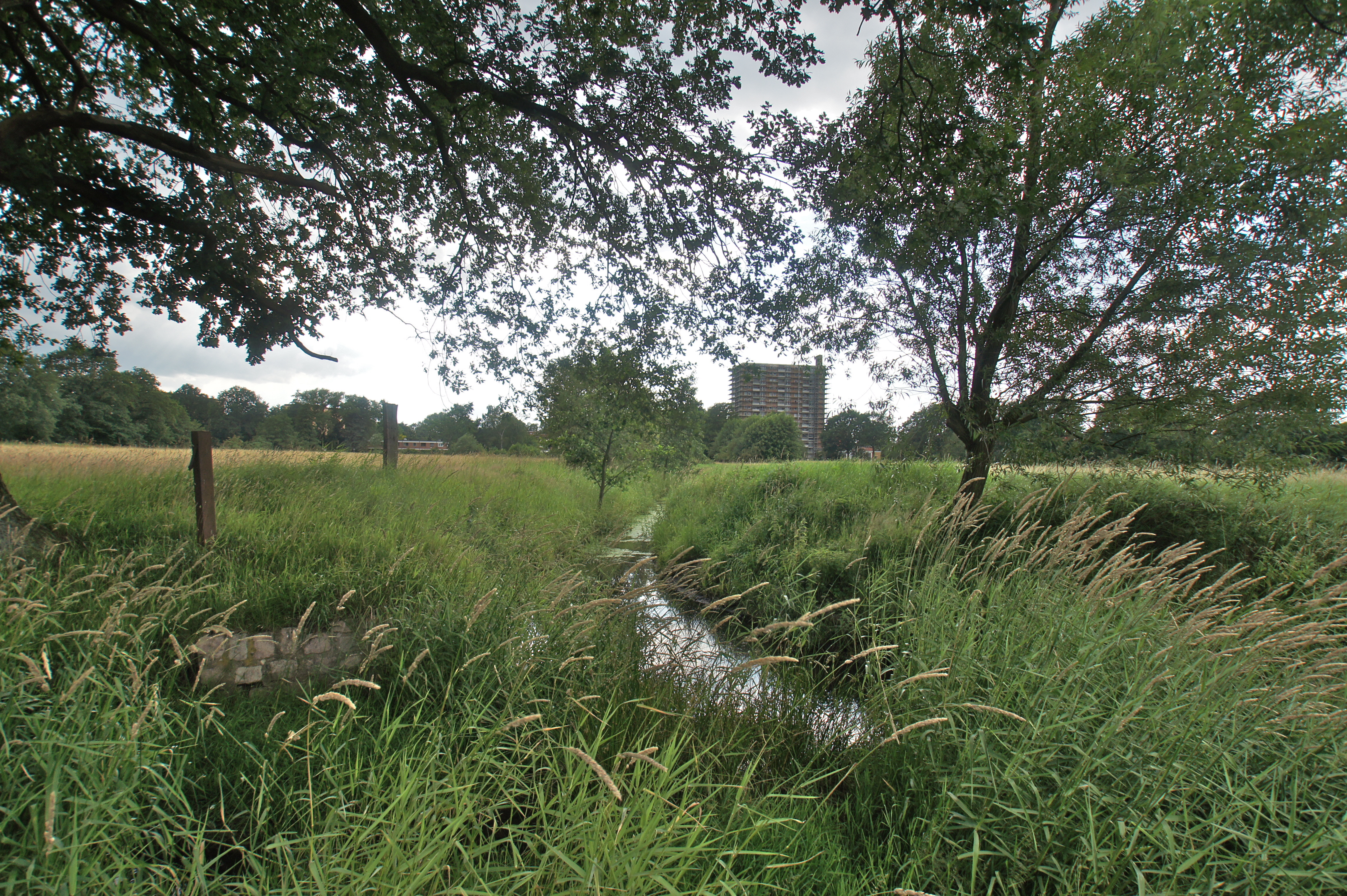
Aiguabarreig amb l'Holtbarggraben
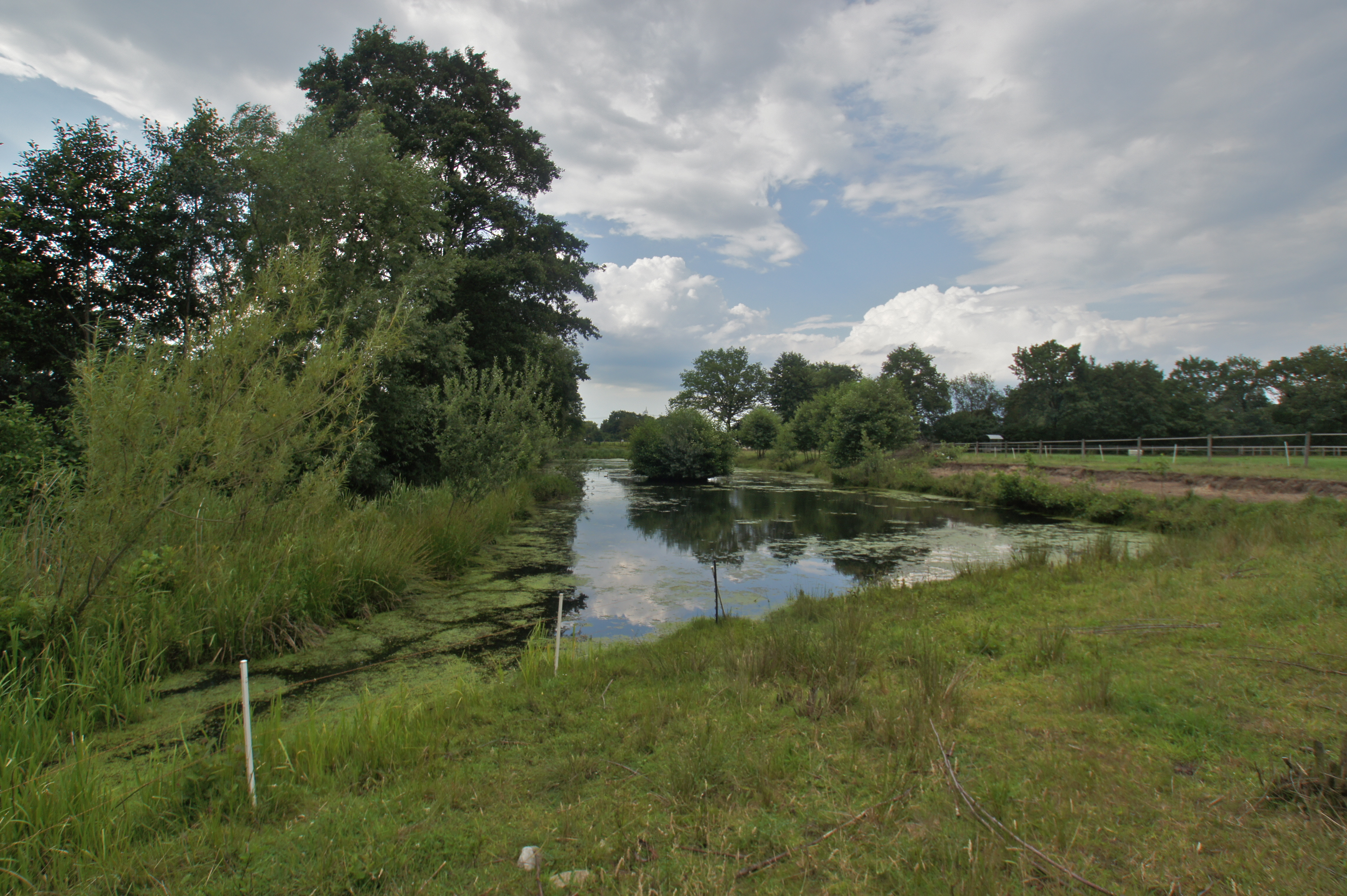
Estany
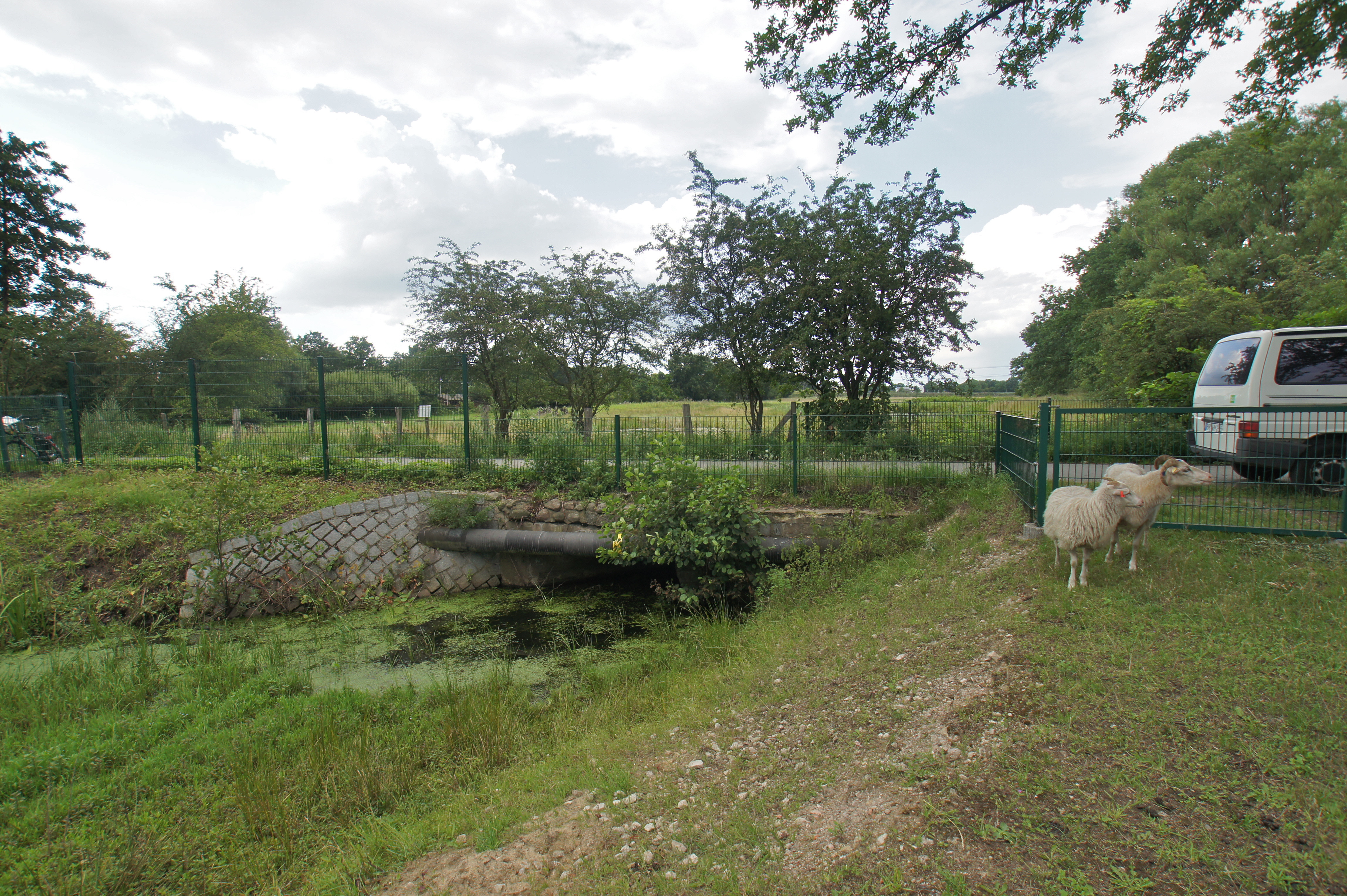
Pont del carrer Borndiek
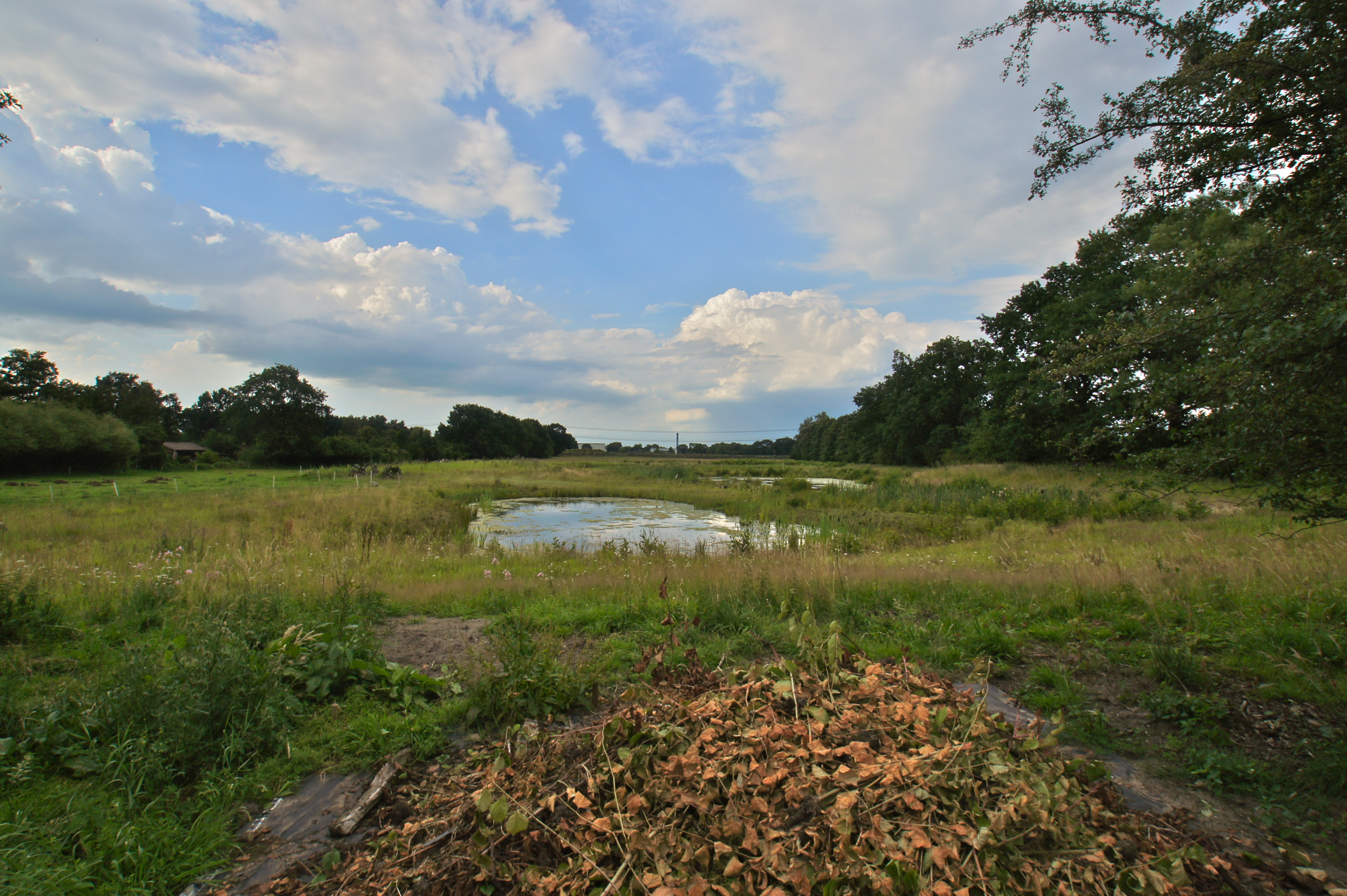
La reserva per a amfibis i una pila de Reynoutria japonica tallada
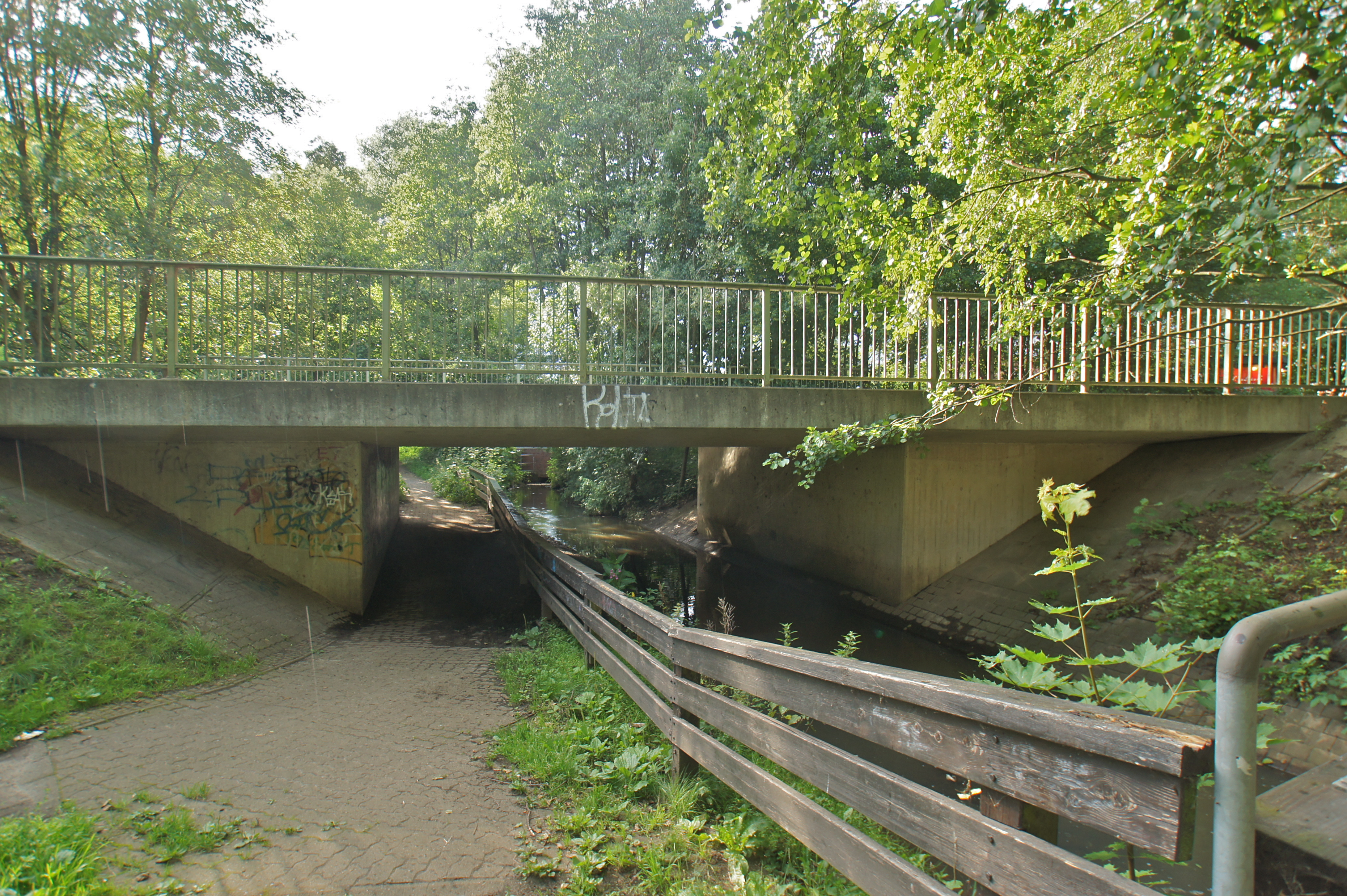
Pont de la carretera Mühlendamm a Schenefeld
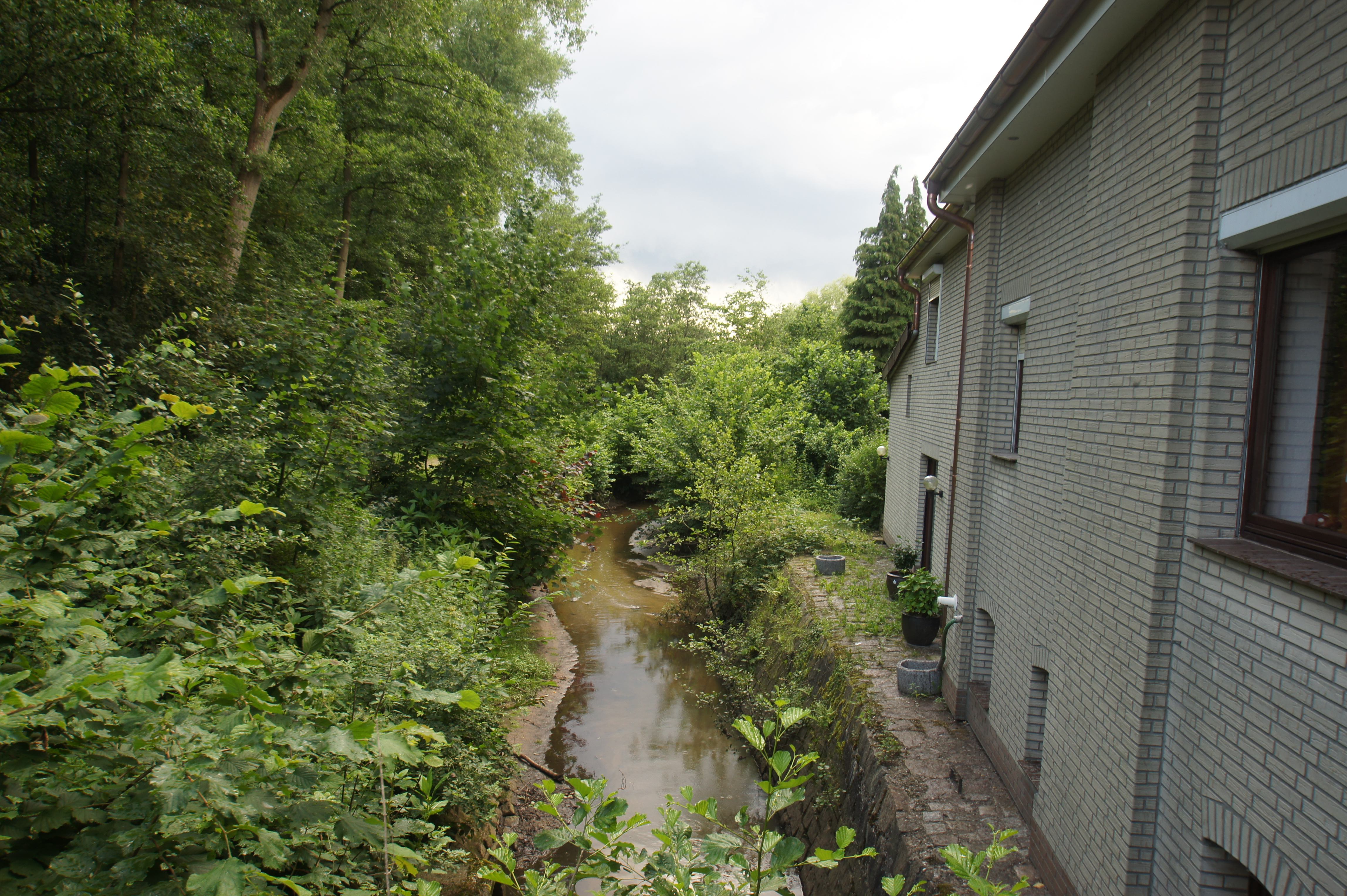
L'antic molí a Schenefeld
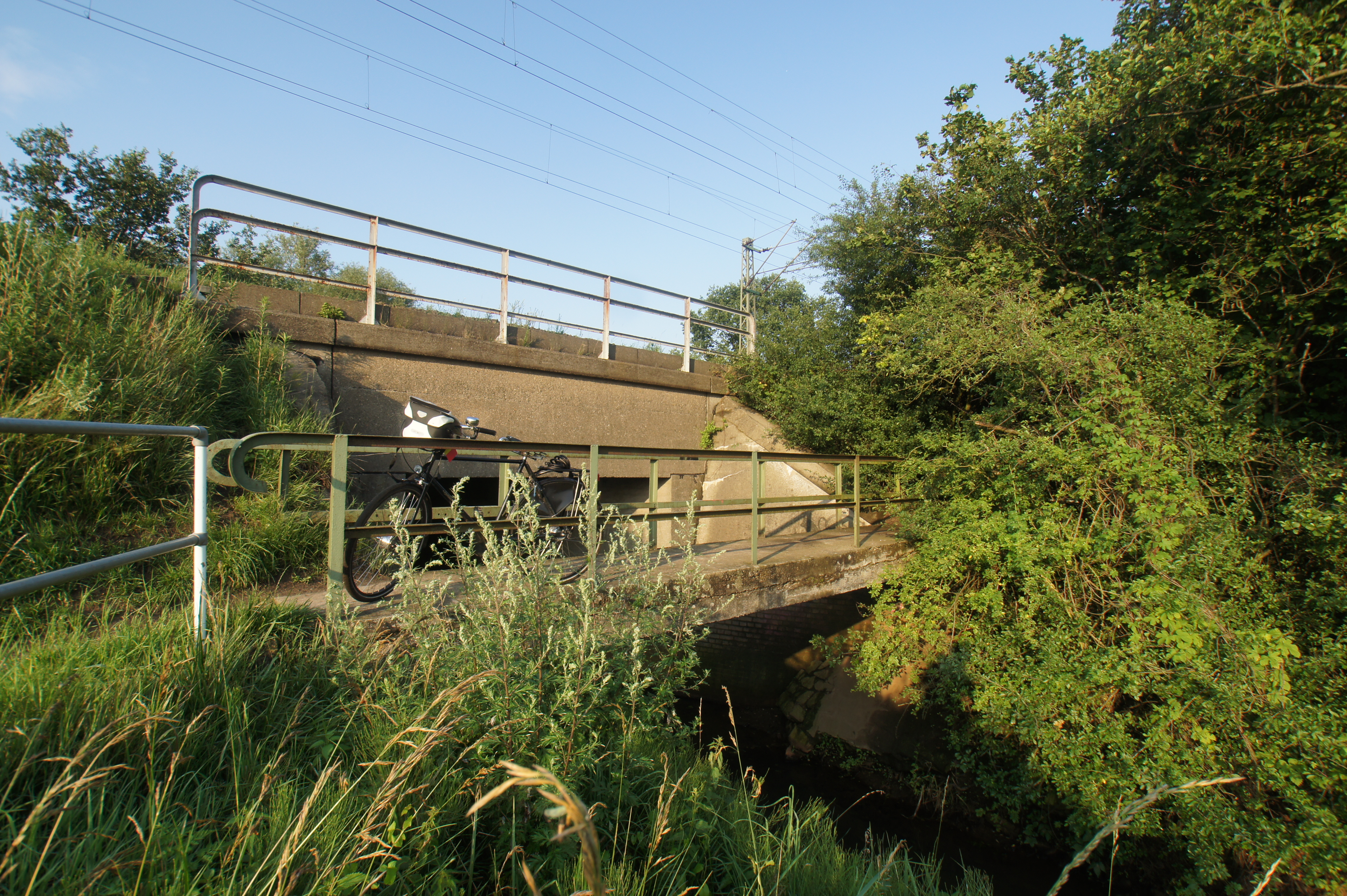
Pont del sender i del ferrocarril S3 a Theesdörp